# Jay Heimowitz
Jay B. Heimowitz (Bethel, 26 dicembre 1937) è un giocatore di poker statunitense.
In carriera ha vinto 6 braccialetti WSOP, e ha collezionato 37 piazzamenti a premi alle World Series of Poker (ultimo dei quali alle WSOP 2010).

## Braccialetti delle WSOP
| Anno | Torneo                           | Premio (US$) |
| ---- | -------------------------------- | ------------ |
| 1975 | $5.000 No Limit Hold'em          | $32.000      |
| 1986 | $1.500 Limit Hold'em             | $175.800     |
| 1991 | $5.000 Pot Limit Omaha           | $126.000     |
| 1994 | $1.500 Pot Limit Hold'em         | $148.200     |
| 2000 | $5.000 Limit Hold'em             | $284.000     |
| 2001 | $1.000 The Seniors' Championship | $115.430     |